# Dovedale
Dovedale – wieś w Botswanie w dystrykcie Central. Według spisu ludności z 2011 roku wieś liczyła 832 mieszkańców.